# Kobi
Pour les articles homonymes, voir Kobi (homonymie).
Kobi est un village de la commune de Nganha situé dans la région de l'Adamaoua et le département de la Vina au Cameroun.

## Population
En 1967, Kobi comptait 296 habitants, principalement des Foulbe.
Lors du recensement de 2005, 76 personnes y ont été dénombrées.